# NXT TakeOver: The End
L'édition The End de NXT TakeOver est une manifestation de catch (lutte professionnelle) produite par World Wrestling Entertainment, une fédération de catch américaine, qui est diffusée et visible en streaming payant sur le WWE Network. Cet événement met en avant les Superstars de NXT, le club-école de la compagnie. L'événement a eu lieu le 8 juin 2016 au Full Sail University à Winter Park (Floride). Il s'agit de la onzième édition de NXT TakeOver.

## Contexte
Les spectacles de la World Wrestling Entertainment (WWE) sont constitués de matchs aux résultats prédéterminés par les scénaristes de la WWE. Ces rencontres sont justifiées par des storylines – une rivalité avec un catcheur, la plupart du temps – ou par des qualifications survenues dans les shows de la WWE telles que Raw, SmackDown et NXT. Tous les catcheurs possèdent une gimmick, c'est-à-dire qu'ils incarnent un personnage gentil (Face) ou méchant (Heel), qui évolue au fil des rencontres. Un événement comme The End est donc un événement tournant pour les différentes storylines en cours,.

## Tableau des matchs
| Ordre par numéros                                                                         | Résultat                                                                                          | Stipulation(s)                                    | Temps |
| ----------------------------------------------------------------------------------------- | ------------------------------------------------------------------------------------------------- | ------------------------------------------------- | ----- |
| 1                                                                                         | Andrade "Cien" Almas (avec Zelina Vega) bat Tye Dillinger                                         | Match simple                                      | 5:22  |
| 2                                                                                         | The Revival (Dash Wilder et Scott Dawson) battent American Alpha (Chad Gable et Jason Jordan) (c) | Tag Team match pour les NXT Tag Team Championship | 16:00 |
| 3                                                                                         | Shinsuke Nakamura bat Austin Aries                                                                | Match simple                                      | 17:05 |
| 4                                                                                         | Asuka (c) bat Nia Jax                                                                             | Match simple pour le NXT Women's Championship     | 9:12  |
| 5                                                                                         | Samoa Joe (c) bat "The Demon King" Finn Bálor                                                     | Steel Cage match pour le NXT Championship         | 16:10 |
| La lettre C placée entre parenthèses désigne la personne ou l’équipe championne en titre. |                                                                                                   |                                                   |       |